# Teisterbant
El Teisterbant fou un pagus de Lotaríngia. Estava situat al Maas, Waal i Rin. Tocava amb la Frísia per l'oest i el nord, amb el Maasgau i Toxàndria al sud, i amb Betuwe a l'est. L'acabament -bant és un element germànic que significa 'connexió', i també 'zona' (es pot establir un paral·lelisme amb el llatí 'zona' que significa cinturó i va donar la paraula zona), que es troba a Ostrevant, Ducat de Brabant, Teisterbant, Caribant (o Carembault) i en els noms de molts pobles (Bant, Braibant, Swifterbant, etc.) i cognoms (Stroobant).
El Tractat de Meerssen (870) indica que en aquell moment el comtat de Teisterbant era part del regne de Lluís el Germànic.
Al segle X el territori de Teisterbant es va unir a les possessions dels descendents de Gerulf. Waldger el seu fill, fou comte fins al 944. Segurament després va passar als Ansfrid, que dominaven a Betuwe. A la fi del segle X, el comte de Teisterbant era Ansfrid.
Cap a principis del segle XI, quan Ansfrid es va convertir en bisbe d'Utrecht, un cosí anomenat Unroch es va convertir en comte de Teisterbant i Veluwe. Una part important de la comarca es va segregar llavors per donar-la a l'església d'Utrecht. És probablement a aquest Unroch que Adalbold II, bisbe d'Utrecht II (1010-1027) va donar en benefici el comtat de Germepi, un pagus gairebé adjacent a Teisterbant.
Balderic, que probablement era un fill natural de Erenfrid, el bisbe oncle d'Ansfrid, va heretar llavors el Teisterbant. La seva caiguda va donar lloc a la dislocació de la comarca. Conrad II va atribuir al bisbe d'Utrecht un comitatus Teisterbant (abans de 1057). Alhora, el nous comtes de Gueldre es van implantar també a la zona.
D'altra banda un comte Eberard també s'esmenta al segle XI. Aquest pot ser el pare d'Adela, l'esposa d'Enric II de Lovaina. Això explicaria les pretensions dels comtes de Lovaina sobre Veluwe, el Teisterbant i el Salland i el fet que posseïen Orten (al Teisterbant prop de Bois-le-Duc).
El 1106 Godofreu I de Lovaina va rebre el marquesat d'Anvers, el que li permetia unir les seves possessions de Brabant amb el Teisterbant, la regió del Veluwe i Salland. Des de llavors, les demandes rivals de Gueldres, Utrecht i Brabant van ser una font constant de conflictes: els comptes de Gueldres ocupaven Bommel, al marge esquerre del Waal, mentre que els ducs de Brabant eren amos de Tiel, al marge dret del riu (1199-1200).

## Llista de comtes
- Gerulf vers 900
- Waldger ?-944
- Ansfrid I 944-?
- Ansfrid II ?-995 (bisbe d'Utrecht 995-1010)
- Unroch 995-?
- Erenfrid vers 1030
- Balderic vers 1050
- Eberard vers 1060
- Adela (filla) vers 1070
- Enric II de Lovaina (marit) comte de Lovaina 1062-1079